# Laszlo Seleš
Laszlo Seleš (in serbo Лacлo Ceлeш?; Zrenjanin, 23 giugno 1943) è un ex calciatore jugoslavo, di ruolo difensore.

## Carriera

### Club
Difensore centrale, Seleš cresce nella società della città natale, il Proleter. Nel 1967 la società raggiunge la massima divisione nazionale ma due anni più tardi retrocede in seconda categoria. Nel 1969, è prelevato dai francesi del Sochaux, squadra nella quale s'impone titolare in Division 1. Nel 1972 il Sochaux raggiunge il terzo posto nel torneo nazionale, potendo disputare la Coppa UEFA 1972-1973: i francesi escono al primo turno contro i danesi dell'BK Frem (2-5). Dopo aver sfiorato la retrocessione nel 1975, il Sochaux raggiunge nuovamente il terzo posto nel 1976, ritornando in Coppa UEFA: nell'edizione 1976-77 la squadra è estromessa dalla competizione contro gli scozzesi dell'Hibernian (1-0). Si ritira nel 1979, totalizzando 509 presenze e 14 reti tra il campionato francese e quello jugoslavo.